# Stazione di Casalnuovo (Circumvesuviana)
La stazione di Casalnuovo è una stazione della ferrovia Circumvesuviana, sita nel comune di Casalnuovo di Napoli.
Si trova sulla ferrovia Napoli-Nola-Baiano.

## Storia
Inaugurata nel 1884, la stazione è stata ricostruita a poca distanza dalla sede originaria contestualmente all'attivazione del raddoppio dei binari nella tratta Casalnuovo-Pomigliano D'Arco, avvenuta nel 1992.

## Movimento
La stazione dispone di tre binari. Due binari sono utilizzati per la tratta, il binario 1 verso Baiano e il binario 2 verso Napoli. Il terzo binario invece viene utilizzato in caso di avaria dei treni in transito quindi solo in caso di emergenza.

## Servizi
La stazione dispone di:
- Biglietteria
- Telefoni pubblici
- Servizi igienici